# Hostrups Have
55°41′03″N 12°32′21″Ø / 55.68417°N 12.53917°Ø
Hostrups Have er en karakteristisk og kendt etageejendom på området mellem Rolighedsvej, Sankt Nikolaj Vej og Falkoner Allé centralt på Frederiksberg opført i røde teglsten i funktionalistisk stil. Bygningen er opført i 1935-36, og er tegnet af arkitekt Hans Dahlerup Berthelsen og har været beboet af mange kendte danske personligheder. Lejlighederne er lyse og luftige med altaner mod det smukke parkanlæg i midten af bebyggelsen med gamle træer, plæner, staudebede, højbede og et par klassiske statuer. Hostrups Have flager i parken på officielle flagdage.

## Ejendommens arkitektur
Der er for få eller ingen kildehenvisninger i dette afsnit, hvilket er et problem. Du kan hjælpe ved at angive troværdige kilder til de påstande, som fremføres.

Ejendommen på 5 etager er bygget i røde teglsten med afvalmede, røde tegltage i en behersket dansk funktionalistisk stil. Sjældent set af denne størrelse og omfang.
Funktionalismen slog for alvor igennem i Danmark i 1930'erne, men med et blødere udtryk end den skarptskårne internationale modernisme. Her er den ren og dekorationsfri. På nordfacaden finder man den markante inskription på sandstensfrisen over porten samt det store glasur øverst oppe (der er oplyst om natten). De mange forskellige altaner bryder facadeforløbet.
Til indgangspartierne er anvendt granit og travertin-beklædning. Opgangene har alle terrazzobelagte gulve samt elevator.
Over hovedporten og indkørslen til haven fra Rolighedsvej, finder man det historiske neon-skilt "Hostrups Have".
I midten af bebyggelsen ligger et stort grønt haveanlæg, der blandt andet prydes af statuen "Hvilende Kvinde" fra 1937 af Gunnar Hammerich samt indtil juli 2013 den imponerende 45 meter høje skorsten i rød tegl, der stammede fra den tidligere fabrik på området. Skorstenen fungerede i en de første årtier som aftræk for centralvarmeanlægget i bebyggelsen.
Haveanlægget er omkranset af tre store bygnings-fløje. Ifm. ejendomskomplekset findes desuden tre store baggårde; "Bankgården", "Vinkelgården" og "Langgården" med blandt andet garager. Der er til bebyggelsen tilnyttet et bibliotek, værksted, vaskeri samt selskabslokaler.
Bebyggelsen er på ca. 60.000 m2 og omfatter ca. 700 lejligheder (fra 2 værelser til 6 værelser – 60 m2 til 205 m2) samt ca. 30 erhvervslejemål af forskellig størrelse.
Ejendommen er bevaringsværdig på trin 4.

## Områdets historie
Tidligere lå på grunden en af Frederiksbergs største industrikomplekser, det store bomuldsspinderi "Rubens Klædefabrik", der flyttede til området i 1857. Fabrikken lukkede og blev nedrevet i 1927. I Juli 2013 blev den 45 meter høje skorsten fra fabrikkens tid nedrevet.

### A/S Hostrups Have
A/S Hostrups Have blev stiftet med henblik på projekteringen og opførelsen af ejendommen Hostrups Have. Selskabet købte grunden i september 1934.
Den 20. juni 1935 nedlagde Thorvald Stauning, borgmester Marius Godskesen, bygherre Harald Simonsen grundstenen til det, der skulle blive en kæmpe bebyggelse på ca. 60.000 m2 med ca. 680 lejemål og ca. 30 erhvervslejemål. Ejendommen stod færdig i oktober 1936. Bygherren Harald Simonsen – også kaldet "Guld-Harald" var den legendariske byggematador og rigmand, der bl.a. også stod bag en række andre ejendomme - fx Aksel Møllers Have.

### A/B Hostrups Have
Ejendommen var i perioden 2007 til 2017 ejet af A/B Hostrups Have – Danmarks største andelsboligforening med 679 boliger og 31 erhvervslejemål. Foreningen købte i 2007 ejendommen af Lægernes Pensionskasse for 1.125.000.000 dkr. med en historisk tilslutning til købet på 92% af beboerne. Foreningen blev begæret konkurs den 9. december 2016. Ejendommen er i dag ejet af svenske Heimstaden gennem datterselskabet Heimstaden Danmark (pr. 1/9 2017).

## Hostrup og Genboerne
I den store have, som er tilknyttet bebyggelsen, findes en statue, der forestiller Poul Reumert som Løjtnant von Buddinge i "Genboerne". Reumert spillede rollen i perioden 1927 til 1957. "Genboerne" er skrevet af Jens Christian Hostrup, der boede i ejendommen "Rolighed" på Rolighedsvej på Frederiksberg.
Ved pergolaen for enden af plænen står skulpturen 'Liggende kvinde' (1937) af Gunnar Hammerich.

## Modstandsfolk i Hostrups Have
Under den tyske besættelse af Danmark (1940-45) oprettede modstandsgruppen "Holger Danske" et hemmeligt trykkeri til tryk af illegale blade mm. i et skjult kælderrum under baglokalets gulv i den til formålet nyåbnede "legetøjsbutik" i Hostrups Have (fra bogen "Læs og giv videre: Illegale flyveblade fra Besættelsen 1940-45", Det Kgl. Bibliotek, Museums Tusculanums Forlag, 1995).

## Trivia
- Arkitekt Børge Mogensen boede og arbejdede i en årrække i Hostrups Have 24.
- Minister Jens Otto Krag (senere statsminister) boede i en årrække i 1950'erne i Hostrups Have 60.
- Tidl. statsminister og politiker Poul Schlüter boede i 1950erne i Hostrups Have, Sankt Nikolaj vej 13.
- Minister Pernille Rosenkrantz-Theil boede i en årrække i Hostrups Have.
- Forfatter Klaus Rifbjerg boede i en årrække i slutningen af 1950'erne i Hostrups Have. Først i nr. 31 over porten – senere Skt. Nikolaj Vej 13.
- Skuespillerinden Marguerite Viby boede i 1950erne i Hostrups Have 28, hvor hendes datter skuespillerinden Susse Wold 6. oktober 1952 fejrede sin konfirmation.
- Skuespillerinden Birgitte Reimer boede i slutningen af 1950erne og starten af 1960erne i Hostrups Have 56.
- Skuespiller Preben Neergaard boede sammen min sin kone Birgitte Reimer i Hostrups Have 56.
- Skuespiller Holger Perfort har i en årrække boet i Hostrups Have.
- Skuespiller Emil Hass Christensen boede i en årrække i Hostrups Have 20.
- Skuespiller Ellen Jansø boede i en årrække i Hostrups Have 3.
- Skuespiller Beatrice Bonnesen boede i en årrække i Hostrups Have 29.
- Skuespiller Erika Voigt boede i en årrække i Hostrups Have 24.
- Skuespiller Birgit Lyksborg boede i en årrække i Hostrups Have 5.
- Skuespiller Ellen Løjmar boede i en årrække i Hostrups Have 56.
- Skuespiller John Hahn-Petersen boede i en årrække i Hostrups Have 18.
- Skuespiller Lillian Tillegreen boede i en årrække i Hostrups Have 22.
- Skuespiller Katja K boede i Hostrups Have, mens hun i 1990'erne lavede film under navnet Katja Kean.
- Kgl. Kammersangerinde Lilly Lamprecht boede i en årrække i Hostrups Have 4.
- Jazz-musiker Leo Mathisen boede i perioden 1937 - 1938 i Hostrups Have 20.
- Kgl. balletmester Hans Beck boede i en årrække i 1930erne i Hostrups Have 46.
- Professor i økonomi Frederik Zeuthen boede i Hostrups Have i en årrække.
- Koncertpianist Claire Feldern boede i en årrække i Hostrups Have 23.
- Operasanger Valdemar Lincke boede i 1930erne i Hostrups Have 46.
- Borgmester på Frederiksberg Arne Stæhr Johansen boede i en årrække i Hostrups Have - Falkoner Allé 80.
- Tidl. udenrigsminister og politiker Ole Bjørn Kraft boede i en årrække i Hostrups Have 60.
- Kunstner Martin Bigum er født i Hostrups Have.
- Hans Scherfig beskriver i romanen Idealister "Sexualparken" – alias Hostrups Have, hvor dr. Riege lærer forældre at give plads for deres børns aggressioner – i meget konkret udformning.
- Danmarks første private skadestue, Skadestuen.nu, åbnede på Rolighedsvej 8 i Hostrups Have 1. august 2008.
- Hostrups Have har sit eget postnummer 1954 Frederiksberg C.
- Navnet Hostrups Have refererer til forfatter og præst Jens Christian Hostrup, der boede på lystejendommen "Rolighed" på Rolighedsvej. Heraf også vejnavnet Hostrupsvej.
- A/B Hostrups Have var Danmarks største andelsboligforening (foreningen gik konkurs i 2016).
- I 2012 udgav A/B Hostrups Have en jubilæumsbog ifm. Hostrups Haves første 75 år. Bogen kan i dag lånes på biblioteket og blev ved udgivelsen givet til alle daværende beboere.

## Ekstern henvisning
- Wikimedia Commons har flere filer relateret til Hostrups Have
- Hostrups Have, hjemmeside Arkiveret 29. maj 2009 hos  Wayback Machine
- Frederiksberg Kommune, hjemmeside om bevaringsværdige bygninger